# 三宅晶子 (能楽)
三宅 晶子（みやけ あきこ、1953年 - ）は、能楽・古典芸能研究者、横浜国立大学名誉教授、奈良大学教授。

## 人物
愛知県生まれ。1976年東京女子大学国文科卒、84年早稲田大学大学院国文科博士課程中退。1984年早稲田大学国文学会窪田空穂賞受賞。
1985年目白学園女子短期大学専任講師、1990年助教授、1993年横浜国立大学教育学部助教授（のち教育人間科学部）、1998年「能の文学的研究 -世阿弥・元雅・禅竹」で早大から博士（文学）。2002年教授。2003年観世寿夫記念法政大学能楽賞受賞。2010年教育デザイン研究会代表。2019年横浜国大を定年、名誉教授、奈良大学教授となる。

## 著書
（出典：）
- 『世阿弥は天才である 能と出会うための一種の手引書』草思社 1995
- 『対訳でたのしむ羽衣』檜書店 2000
- 『対訳でたのしむ井筒』檜書店 2000
- 『対訳でたのしむ道成寺』檜書店 2000
- 『対訳でたのしむ葵上』檜書店 2000
- 『対訳でたのしむ天鼓』檜書店 2000
- 『歌舞能の確立と展開』ぺりかん社 2001
- 『対訳でたのしむ船弁慶』檜書店 2001
- 『対訳でたのしむ半蔀』檜書店 2001
- 『対訳でたのしむ養老』檜書店 2001
- 『対訳でたのしむ敦盛』檜書店 2002
- 『対訳でたのしむ融』檜書店 2002
- 『対訳でたのしむ松風』檜書店 2005
- 『対訳でたのしむ邯鄲』檜書店 2006
- 『対訳でたのしむ定家』檜書店 2010
- 『対訳でたのしむ班女』檜書店 2012
- 『対訳で楽しむ鵜飼』檜書店 2016
- 『歌舞能の系譜－世阿弥から禅竹へ－』ぺりかん社 2019

## 参考
- J-GLOBAL
- 古典教育デザイン研究会
- セブンネット
- 奈良大学